# Едгардо Гонсалес
Едгардо Гонсалес (ісп. Edgardo González, 30 вересня 1936 — 26 жовтня 2007) — уругвайський футболіст, що грав на позиції півзахисника. Виступав, зокрема, за клуби «Ліверпуль» (Монтевідео) та «Пеньяроль», а також національну збірну Уругваю.

## Клубна кар'єра
У дорослому футболі дебютував виступами за «Пеньяроль» (Колонія-дель-Сакраменто), кольори якого захищав до 1958 року. Потім перейшов до «Ліверпуля» (Монтевідео). З 1961 по 1965 рік захищав кольори іншого клубу з Монтевідео, «Пеньяроль». Разом з командою 1961 року виграв Кубок Лібертадорес та Міжконтинентальний кубок. У 1961, 1962 та 1964 році ставав чемпіонат Уругваю. У період виступів Едгардо в команді «Пеньяроль» також виграв Турнір чотирикутника 1963 року, а також тріумфував у Кубку Пошани та Кубку Змагання наступного року. 28 лютого 1965 року в Монтевідео у поєдинку проти «Депортіво Галісія» венесуелець Вісенте зламав праву ногу Гонсалесу. Пабло Форлан, який замінив його в цій грі, став його наступником в «Орінегрос».

## Виступи за збірну
1957 року дебютував у складі національної збірної Уругваю. У складі збірної був учасником Чемпіонату Південної Америки 1957 року у Перу, на якому команда здобула бронзові нагороди (зіграв на турнірі 6 матчів), чемпіонату світу 1962 року у Чилі, але на мундіалі не зіграв жодного офіційного поєдинку.
Загалом протягом кар'єри у національній команді, яка тривала 9 років, провів у її формі 22 матчі.

## По завершенні кар'єри
Після футбольної кар'єри й до виходу на пенсію Едгардо Гонсалес працював у міській адміністрації Колонії. Помер 26 жовтня 2007 року на 72-му році життя внаслідок загострення хвороби, на яку занедужав двома місяцями раніше. Департамент Хунти та міська рада Колонії мали намір перейменувати кампус трибуни Муніципального стадіону професора Альберто Суппічі на честь Едгардо Гонсалеса посмертно. Зараз на його честь у Колонії проводиться футбольний турнір, організований друзями Едгардо.

## Досягнення
«Пеньяроль»
- Прімера Дивізіон Уругваю
  -  Чемпіон (4): 1961, 1962, 1964, 1965

- Кубок Лібертадорес
  -  Володар (1): 1961

- Міжконтинентальний кубок
  -  Володар (1): 1961

Уругвай
- Бронзовий призер Чемпіонату Південної Америки: 1957